# 海恩茲維爾 (阿肯色州)
海恩茲維爾（英語：Hindsville）是一個位於美國阿肯色州麥迪遜縣的城鎮。

## 地理
海恩茲維爾的座標為36°08′52″N 93°51′37″W / 36.14778°N 93.86028°W，而該地的平均海拔高度為417米（即1368英尺）。

## 人口
根據2020年美國人口普查的數據，海恩茲維爾的面積為0.97平方千米，皆為陸地。當地共有人口90人，而人口密度為每平方千米92人。